# Копань, Василий Юрьевич
Васи́лий Ю́рьевич Ко́пань (укр. Василь Юрійович Копань, позывной — Незнайка; 13 ноября 1995, Мариуполь — 8 сентября 2024, Леонидовка) — украинский военнослужащий, подполковник, участник российско-украинской войны. Герой Украины (2025, посмертно).

## Биография
Родился в Мариуполе. В сентябре 2014 года, в возрасте 18 лет, присоединился к батальону «Азов». Не имея специального военного образования, прошёл путь от рядового до подполковника.
Участвовал в Широкинской наступательной операции и обороне Светлодарской дуги. С февраля по май 2022 года принимал участие в обороне Мариуполя и завода «Азовсталь». Под его командованием проводились рейды глубинной разведки, диверсии и спецоперации.
В мае 2022 года, по приказу Верховного Главнокомандующего, вышел из окружения на территории «Азовстали» и попал в плен. В сентябре 2022 года был освобождён в результате обмена и после короткой реабилитации вернулся на службу.
Летом 2023 года участвовал в контрнаступательных действиях на Ореховском направлении. С августа 2023 по август 2024 года принимал участие в оборонительных и наступательных действиях в районе Серебрянского лесничества.
Погиб 8 сентября 2024 года в Донецкой области. Прощание состоялось 13 сентября в Киевском крематории.

## Награды
- Звание «Герой Украины» с удостоением ордена «Золотая Звезда» (20 января 2025, посмертно) — за личное мужество и героизм, проявленные в защите государственного суверенитета и территориальной целостности Украины, верность военной присяге[3].
- Орден Богдана Хмельницкого III степени (23 февраля 2024) — за личное мужество и высокий профессионализм, проявленные в защите государственного суверенитета и территориальной целостности Украины, верность военной присяге[4].
- Орден «За мужество» III степени — за личное мужество и самоотверженные действия, проявленные в защите государственного суверенитета и территориальной целостности Украины, верность военной присяге.